# Stenodyneriellus novempunctatus
Stenodyneriellus novempunctatus är en stekelart som beskrevs av Giordani Soika 1977. Stenodyneriellus novempunctatus ingår i släktet Stenodyneriellus och familjen Eumenidae. Inga underarter finns listade i Catalogue of Life.